# Aníbal Vallejo Álvarez
Aníbal Vallejo Álvarez (Colombia, siglo XX) fue un abogado y político colombiano.
Miembro del Partido Conservador Colombiano, siendo representante del ala ultraconservador conocida como laureanismo.
Gracias a su amistad con el expresidente Laureano Gómez, Vallejo fue nombrado ministro de Fomento durante la presidencia de Guillermo León Valencia, entre abril de 1963 y diciembre de 1964. Vallejo fue también uno de los patrocinadores del desarrollo social del municipio de Támesis, Antioquia.